# Жаворонок (номерная радиостанция)
«Жаворонок» (рум. Ciocârlia, англ. Skylark) — румынская номерная радиостанция, вещавшая примерно с 1970-х. Названа в честь одноимённой мелодии, использовавшейся в качестве позывного.

## История
Впервые станция была обнаружена британским радиолюбителем Саймоном Мейсоном в конце 1980-х. Вскоре после обнаружения тот получил письмо из клуба радиолюбителей DX Radio Budapest Club от представителя Великобритании, чтобы тот помог идентифицировать мелодию-позывной. Вскоре представитель СССР по фамилии Скаржинский дал объяснение по поводу станции:

Очень странная станция. Передачи на румынском часто слышны на участке до 10 МГц, на так называемых «внедиапазонных частотах», станция проходит чисто и чётко. Передачи состоят из мелодии «The Skylark» (жаворонок) и групп цифр на румынском. Передачи завершаются словами terminat, terminat. Было принято несколько похожих передач, но они неинтересны любителям DХ-инга ввиду их закрытый природы.
Оригинальный текст (англ.)Very unusual station. You have heard a transmission in Romanian which can often be heard in the band up to 10 MHz, on "outside band" frequencies very clearly and distinctly. It broadcasts a Skylark melody which is followed by groups of figures in Romanian. The transmission ends with the word terminat, terminat. There are several similar transmissions, however these usually are not interesting to DXers due to the closed nature of their activities.
Что самое странное, несмотря на некоторое затишье, после румынской революции 1989 года, станция не только не прекратила существование, но и увеличила свою активность.

## Описание
Станция, как правило, вещала вечером и поздней ночью. В качестве позывного использовалась одноимённая старинная румынская мелодия для скрипки и ная в исполнении Георге Замфира, воспроизводившаяся два раза. Судя по повышенной тональности, запись проигрывалась напрямую с магнитофона. После позывного мужской, несинтезированный голос произносил комбинации чисел. По завершении вещания этот же голос произносил три раза «Terminat!» (с рум. — «Конец (связи)») От передачи к передаче голоса менялись, так как, видимо, постоянного диктора у станции не было.

### Расписание
Расписание дано по состоянию на 1991 год.
| Время | Частоты                                                              |
| ----- | -------------------------------------------------------------------- |
| 18:00 | 5889 кГц, 6824 кГц                                                   |
| 19:00 | 5425 кГц, 5889 кГц, 6824 кГц, 8170 кГц                               |
| 20:00 | 4585 кГц, 5145 кГц, 5425 кГц, 5889 кГц, 6824 кГц, 7385 кГц, 8170 кГц |
| 21:00 | 5425 кГц, 5835 кГц, 6840 кГц                                         |
| 22:00 | 3885 кГц, 4585 кГц, 5425 кГц, 5889 кГц, 6824 кГц, 6840 кГц           |
| 23:00 | 5425 кГц                                                             |
| 0:00  | 5425 кГц                                                             |
| 4:00  | 6824 кГц                                                             |

## В культуре
- Запись работы станции 1991 г. была в альбоме «The Conet Project».